# Annœullin
Annœullin é uma comuna do departamento de Norte, localizada na região do Altos da França, na França.